# Olexandr (Nemolovskyj)
Olexandr (světským jménem: Olexandr Olexijovyč Nemolovskyj; 11. září 1876, Hulsk – 11. dubna 1960, Brusel) byl ukrajinský duchovní Ruské pravoslavné církve a metropolita bruselský a belgický.

## Život
Narodil se 11. září 1876 ve vesnici Hulsk na území Volyně do rodiny kněze.
Roku 1901 dokončil studium na Petrohradské duchovní akademii a 25. listopadu jej biskup jamburgský Sergij (Stragorodský) rukopoložil na celibátního jereje. Byl poslán do USA, kde sloužil ve farnosti v Catasauqua v Pensylvánii.
V letech 1905–1909 sloužil v Readingu a Jersey City.
Aktivně se podílel na přestupu řeckokatolíků k pravoslaví a byl redaktorem ukrajinských novin „Svit“.
Na začátku roku 1909 byl povýšen na protojereje.
Dne 6. listopadu 1909 byl postřižen na monacha a o dva dny později povýšen na archimandritu.
Dne 15. listopadu 1909 byl v Alexandro-Něvské lávře rukopoložen na biskupa aljašského a vikáře severoamerické eparchie. Velmi cestoval po své eparchii a vyvíjel misijní činnost.
Od července 1914 do března 1915 dočasně vedl severoamerickou eparchii.
Roku 1916 se stal biskupem kanadským. Od 6. srpna 1917 opět dočasně vedl severoamerickou eparchii.
Dne 7. září 1920 byl zvolen arcibiskupem aleutským a severoamerickým. Dne 4. srpna 1922 opustil USA.
V letech 1922–1927 žil v Konstantinopoli, poté byl tureckými úřady vyhoštěn a odešel do skitu svatého Ondřeje na hoře Athos.
Roku 1928 přešel do jurisdikce metropolity Jevlogije (Georgijevského) a stal se představeným katedrálního chrámu svatého Mikuláše v Bruselu. Dne 17. února 1931 byl spolu s metropolitou přijat do jurisdikce Konstantinopolského patriarchátu.
Dne 11. prosince 1936 byl patriarchou Veniaminem I. jmenován arcibiskupem bruselským a belgickým. Ve svých kázáních a projevech opakovaně odsuzoval činnost nacistů.
Po obsazení Belgie nacisty v květnu 1940 byl 4. listopadu 1940 zatčen gestapem a odvezen do Berlína. Díky žádosti metropolity Serafima (Ladeho) byl propuštěn. Do konce války žil v Berlíně.
Dne 23. října 1945 byl znovu přijat do jurisdikce Moskevského patriarchátu. Od října 1945 do listopadu 1948 byl arcibiskupem berlínským a německým. Dne 16. listopadu 1948 byl ustanoven arcibiskupem bruselským.
V červenci 1946 navštívil Sovětský svaz, včetně Kyjeva a Moskvy.
Dne 28. listopadu 1959 byl povýšen na metropolitu.
Zemřel 11. dubna 1960 v Bruselu. Pohřben byl na hřbitově Ixelles.